# Eastling
Eastling es una parroquia civil y un pueblo del distrito de Swale, en el condado de Kent (Inglaterra).

## Geografía
Según la Oficina Nacional de Estadística británica, Eastling tiene una superficie de 8,46 km².

## Demografía
Según el censo de 2001, Eastling tenía 369 habitantes (48,24% varones, 51,76% mujeres) y una densidad de población de 43,62 hab/km². El 24,66% eran menores de 16 años, el 72,09% tenían entre 16 y 74 y el 3,25% eran mayores de 74. La media de edad era de 35,4 años. Del total de habitantes con 16 o más años, el 25,18% estaban solteros, el 64,39% casados y el 10,43% divorciados o viudos.
El 93,48% de los habitantes eran originarios del Reino Unido. El resto de países europeos englobaban al 2,17% de la población, mientras que el 4,35% había nacido en cualquier otro lugar. Según su grupo étnico, el 98,91% eran blancos y el 1,09% negros. El cristianismo era profesado por el 74,18%, mientras que el 19,02% no eran religiosos y el 6,79% no marcaron ninguna opción en el censo.
168 habitantes eran económicamente activos, 161 de ellos (95,83%) empleados y 7 (4,17%) desempleados. Había 135 hogares con residentes, 7 vacíos y 5 eran alojamientos vacacionales o segundas residencias.